# Louis VI le Romain
Pour les articles homonymes, voir Louis VI.
Louis VI surnommé « le Romain » (en allemand : Ludwig der Römer), né le 7 mai 1328 à Rome et mort avant le 27 février 1365 à Berlin, est un prince de la maison de Wittelsbach. Fils de l'empereur Louis IV, il fut duc de Bavière de 1347 à 1351, puis margrave de Brandebourg (en tant que Louis II), à partir de 1356 également l'un des sept princes-électeurs du Saint-Empire jusqu'à sa mort.

## Biographie
Avec l'élection de Louis IV en tant que roi des Romains en 1314, la dynastie bavaroise des Wittelsbach accéda au trône germanique pour la première fois. Le nouveau roi pendant longtemps dut se battre avec son rival Frédéric le Bel de la maison de Habsbourg ; finalement, en 1322, Louis IV remporta la victoire à la bataille de Mühldorf ; néanmoins, il fut excommunié par le pape Jean XXII. En échange, le roi entame une campagne en Italie à l'automne 1327. Le 17 janvier 1328, il se fait couronner empereur à Rome avec le soutien de la noblesse sous la direction de Sciarra Colonna. Quelques mois plus tard, lors de son séjour à Rome, Louis VI naquit, premier fils de son second mariage avec la comtesse Marguerite II de Hainaut.
Dans la lutte entre dynasties des Wittelsbach, des Habsbourg et des Luxembourg, l'empereur était particulièrement actif pour développer sa propre puissance souveraine au sein du Saint-Empire. Aux terres des Wittelsbach en Bavière et dans le Palatinat s'ajoutaient encore la marche de Brandebourg et le comté de Tyrol, ainsi que les domaines de son épouse Marguerite en Hollande, en Zélande et en Hainaut. À sa mort en 1347, ces territoires sont passés aux mains de ses fils, Louis VI,  et ses frères Louis V, Étienne II, Guillaume, Albert et Othon V.

### Duc de Bavière
A la fin de sa vie, l'empereur Louis IV a décidé que tous les comtés aux Pays-Bas devraient être attribués à ses fils cadets Guillaume et Albert. Louis VI doit renoncer au patrimoine de sa mère mais il a obtenu l'expectative sur à la marche de Brandebourg à l'est de l'Empire. Déjà en 1335, les Wittelsbach ont procédé à des négociations avec la maison Piast de Pologne afin de faire face à la soif de pouvoir de Jean de Luxembourg, roi de Bohême ; vers 1354, Louis VI épousa Cunégonde (1334-1357), une fille du roi Casimir III de Pologne.
Louis IV avait réunifié la Bavière, mais à sa mort, ses fils se la partagèrent à nouveau : le 12 septembre 1349, ils ont conclu un contrat à Landsberg pour répartir le patrimoine de leur père ; en conséquence, Guillaume et Albert deviennent ducs de Bavière-Straubing, Étienne II devient duc de Basse-Bavière, ainsi que Louis V ; Louis VI et Othon V deviennent ducs de Haute-Bavière.
En février 1350, les frères ont officiellement reconnu l'autorité impériale de Charles IV, fils de Jean de Luxembourg.

### Margrave de Brandebourg

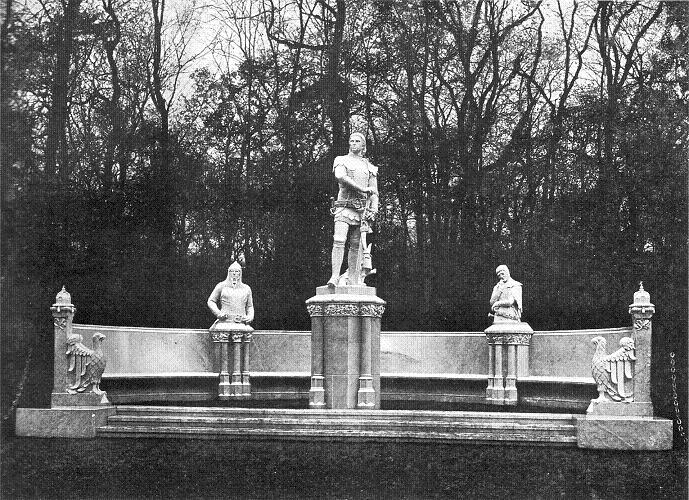
Le monument no 11 de l'allée de la Victoire (Siegesallee) à Berlin représentant Louis le Romain (1900).

En décembre 1351, son frère aîné Louis V lui cède la marche de Brandebourg en échange de sa renonciation à la Haute-Bavière, ce que Louis VI accepte. Il fait la paix avec les seigneurs voisins et défait l'imposteur Valdemar qui avait réussi à recevoir le Brandebourg en fief des mains de Charles IV. Le règne de Louis VI fut cependant marqué par des incertitudes et des conflits avec la noblesse locale.
Par la bulle d'or de 1356 de l'empereur Charles IV, il accède ainsi en tant que margrave à la dignité de prince-électeur et d'archi-chambellan du Saint-Empire.
À la mort de Louis V en 1361 et de son fils Meinhard III en 1363, Louis le Romain élève des prétentions sur la Haute-Bavière. C'est alors que l'empereur intervient : contre la reconnaissance de la succession, en mars 1363, il se fait promettre par Louis le Romain et Othon que la marche de Brandebourg reviendra à son propre fils Venceslas s'ils n'ont pas d'enfant. Toutefois, le soutien de la part de l'empereur en vue de la succession en Bavière ne se produisit pas et les terres sont passés au duc Étienne II.
Louis VI meurt sans enfant en 1365 et fut enterré dans l'église du monastère franciscain (Graues Kloster) de Berlin. Quand en 1371 son frère cadet Othon V, qui a épousé Catherine de Luxembourg, une fille de Charles IV, réclame le Brandebourg pour sa propre lignée, l'empereur lui déclare la guerre. Le 18 août 1373, Othon accepte, par le traité de Fürstenwalde, de céder la marche de Brandebourg à la maison de Luxembourg moyennant la somme de 500 000 florins d'or. Après cinquante années, la domination des Wittelsbach sur le Brandebourg se termine.

## Succession
Troisième fils de Louis IV et de Marguerite II de Hainaut, il épouse en 1345 Cunégonde Piast (1334-1357), fille du roi Casimir III de Pologne, puis, en 1360, Ingeburge, fille du duc Albert II de Mecklembourg, mais meurt sans enfants. Son frère cadet Othon, qui a toujours régné à ses côtés, lui succède.